# Collige, virgo, rosas
Collige, virgo, rosas es una locución latina extraída de un verso del Ausonio o de Virgilio que significa literalmente "Coge, muchacha, las rosas".  Es una incitación a aprovechar la juventud mientras dura porque el tiempo pasa y marchita la belleza, simbolizada por la rosa. Es una variante del tópico del carpe diem, pero centrada en un aspecto concreto: la plenitud física. También se relaciona con el tempus fugit, ya que el tiempo pasa de manera inevitable y llega la vejez, llevándose lo mejor de la edad juvenil, cosas como la belleza, que es la puerta del amor, y declarando que lo que hace falta hacer es aprovechar el momento de máximo esplendor. 
Este tema ha sido tratado ampliamente en literatura y el arte, basándose en descripciones (normalmente de mujeres) que terminan con una incitación al placer. Los autores que más lo han usado han sido los poetas renacentistas y barrocos, como, por ejemplo, Garcilaso de la Vega, en su soneto XXIII.  Estos autores volvían a los modelos clásicos en lírica y, por tanto, tomaban como referencia principios latinos o griegos (como esta frase), pero aplicadas a su época; en el renacimiento se hacía énfasis en la importancia de disfrutar, con una mentalidad antropocéntrica contrapuesta al teocentrismo medieval (que invitaba a olvidarse del cuerpo pecador) y en el barroco, en cambio, se subrayaba más el pesimismo de lo inevitable que es el paso del tiempo. 